# Ligyra calabyana
Ligyra calabyana är en tvåvingeart som beskrevs av Parmonov 1967. Ligyra calabyana ingår i släktet Ligyra och familjen svävflugor. Inga underarter finns listade i Catalogue of Life.